# Kolymocyba petrophila
Kolymocyba petrophila är en spindelart som beskrevs av Kirill Yeskov 1989. Kolymocyba petrophila ingår i släktet Kolymocyba och familjen täckvävarspindlar. Inga underarter finns listade i Catalogue of Life.